# كان وأخواتها (رواية)
كان وأخواتها هي رواية مغربية كتبها عبد القادر الشاوي من داخل السجن المركزي بالقنيطرة وصدرت عام 1986. تُعد واحدة من أبرز روايات أدب السجون في المغرب وتتناول تجربة الاعتقال السياسي خلال سنوات الرصاص خاصةً في صفوف اليسار الراديكالي. الرواية كتبت في ظروف استثنائية وسُرّبت إلى خارج السجن خفية ما جعلها محطّ اهتمام أدبي وسياسي كبير خصوصًا بعد أن منعت بعد أسبوع واحد فقط من نشرها.

## المؤلف
عبد القادر الشاوي كاتب ومثقف مغربي وُلد عام 1950 في منطقة باب تازة بشفشاون. اشتُهر بكتاباته السياسية والأدبية الجريئة وخاصة رواياته التي تستلهم من تجربته في المعتقل السياسي. انخرط في تنظيمات يسارية راديكالية مثل "إلى الأمام" واعتُقل عام 1977 وحكم عليه بالسجن لعشرين عامًا قضى منها نحو 12 سنة. بعد خروجه واصل مسيرته الأدبية والصحفية والدبلوماسية وأصدر العديد من الروايات والأعمال الفكرية. يُعتبر من رواد الأدب الواقعي النقدي في المغرب.

## ملخص الرواية
تسرد الرواية تجربة شاب مغربي يساري اعتُقل لأسباب سياسية وتُعرض وقائع التحقيق والسجن والزنازين والرفاق داخل المعتقل. تعتمد الرواية على أسلوب السيرة الذاتية وتُركّز على التفاصيل اليومية والعزلة والجوع والتعذيب والصراعات الفكرية بين السجناء وانهيار بعض القناعات. كما تتناول الرواية علاقة الكاتب بذاته وأفكاره ورفاقه وبالواقع السياسي المغربي. تحمل الرواية نبرة تأملية وانتقادية وتُجسد نقدًا ذاتيًا للحركة اليسارية وتشكيكًا في بعض مبادئها التي كانت سائدة آنذاك.

## شخصيات الرواية
الرواية ليست تقليدية من حيث الشخصيات فهي قائمة على شخصيات رمزية وواقعية تتخذ طابعًا عامًّا يمثل جماعات لا أفرادًا. من أبرز هذه الشخصيات :
- الراوي/البطل : هو السجين السياسي الذي يسرد التجربة ويتحدث عن آلامه وشكوكه وتحولاته النفسية والفكرية.
- الرفاق : يمثلون مجموعات من المعتقلين السياسيين ذوي التوجه اليساري ويتفاعلون مع بعضهم البعض داخل المعتقل في نقاشات حادة وأحيانًا في صراعات صامتة.
- السجان/المحقق : يمثل السلطة القمعية التي تستخدم العنف والتعذيب لقمع الفكر المخالف.
- الزائرة (آسيا) : تلعب دورًا إنسانيًا رمزيًا إذ ساعدت في تهريب الرواية إلى الخارج وترمز إلى التواصل مع العالم خارج السجن.[5]

## المغزى من الرواية
تحمل الرواية عدة مغازٍ عميقة، منها:

### نقد ذاتي للحركات الثورية
تشكك الرواية في بعض المقولات السياسية التي تبناها اليسار وتنتقد الجمود العقائدي والتنظيمي.

### توثيق لمعاناة المعتقلين
تُعد شهادة حيّة على ما عاشه المعتقلون السياسيون في المغرب من قمع وتعذيب وتهميش.

### الحرية الداخلية
رغم أن الجسد مقيد بالسجن إلا أن الفكر ما زال يكتب ويحلم ويعبر وهذا ما جسده الشاوي من خلال كتابته للرواية خلف القضبان.

### التحرر من التقديس
دعا الكاتب إلى التحرر من القداسة الفكرية والسياسية والاعتراف بالأخطاء الفردية والجماعية.

### قوة الأدب في مواجهة القمع
أظهرت الرواية أن الكتابة يمكن أن تكون فعل مقاومة في وجه الصمت والرقابة والسلطة.